# Treunitz

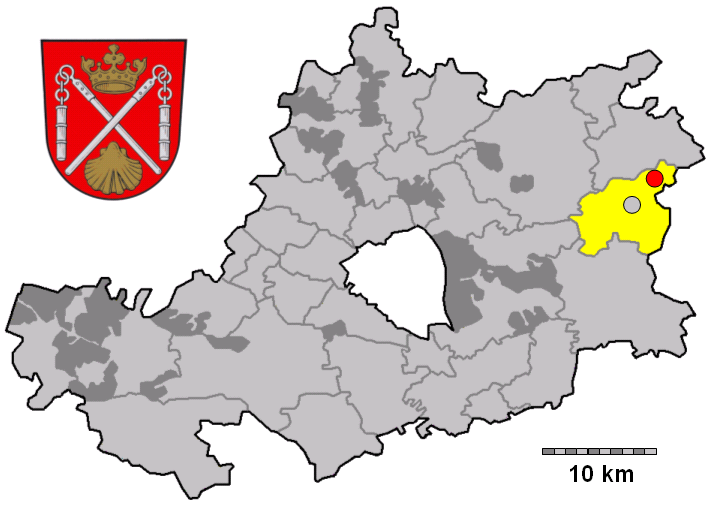
Lage im Landkreis Bamberg und in der Gemeinde Königsfeld

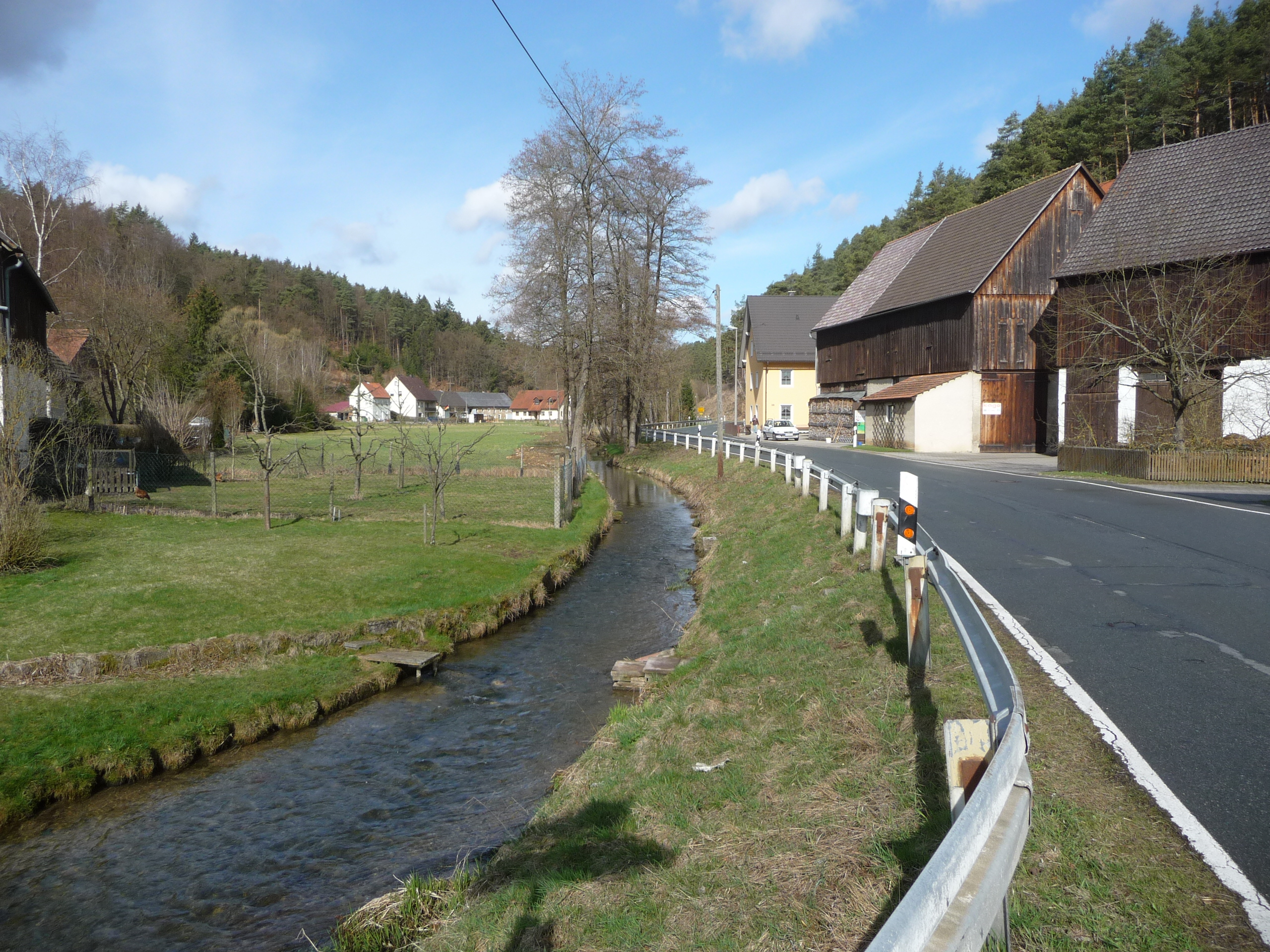
Ortsbild von Treunitz mit dem Flüsschen Wiesent

Treunitz ist ein Gemeindeteil der Gemeinde Königsfeld im oberfränkischen Landkreis Bamberg in Bayern.

## Geografie
Das Dorf liegt in der Fränkischen Schweiz an der Wiesent und am Eingang zum Paradiestal. Bei Kletterern bekannt ist die Treunitzer Wand.

## Geschichte
Der Name des Ortes weist auf einen slawischen Hintergrund hin (vgl. den Ortsnamen Scheßlitz). Vor der kommunalen Gebietsreform hatte Treunitz bis 1971 eine selbstständige Gemeinde gebildet, die ihre eigene Schule hatte. Am 1. April 1971 wurde Treunitz nach Königsfeld eingemeindet.

## Verkehr
Treunitz liegt an der Bundesstraße 22, die von Rottendorf bei Würzburg nach Cham in der Oberpfalz führt, der ehemaligen Reichsstraße Rottendorf–Weiden.

## Baudenkmäler
Baudenkmäler in Treunitz sind die katholische Kapelle St. Sebastian, eine Mühle am rechten Ufer der Wiesent und das ehemalige Schulhaus, das 1909 im Heimatstil erbaut wurde.

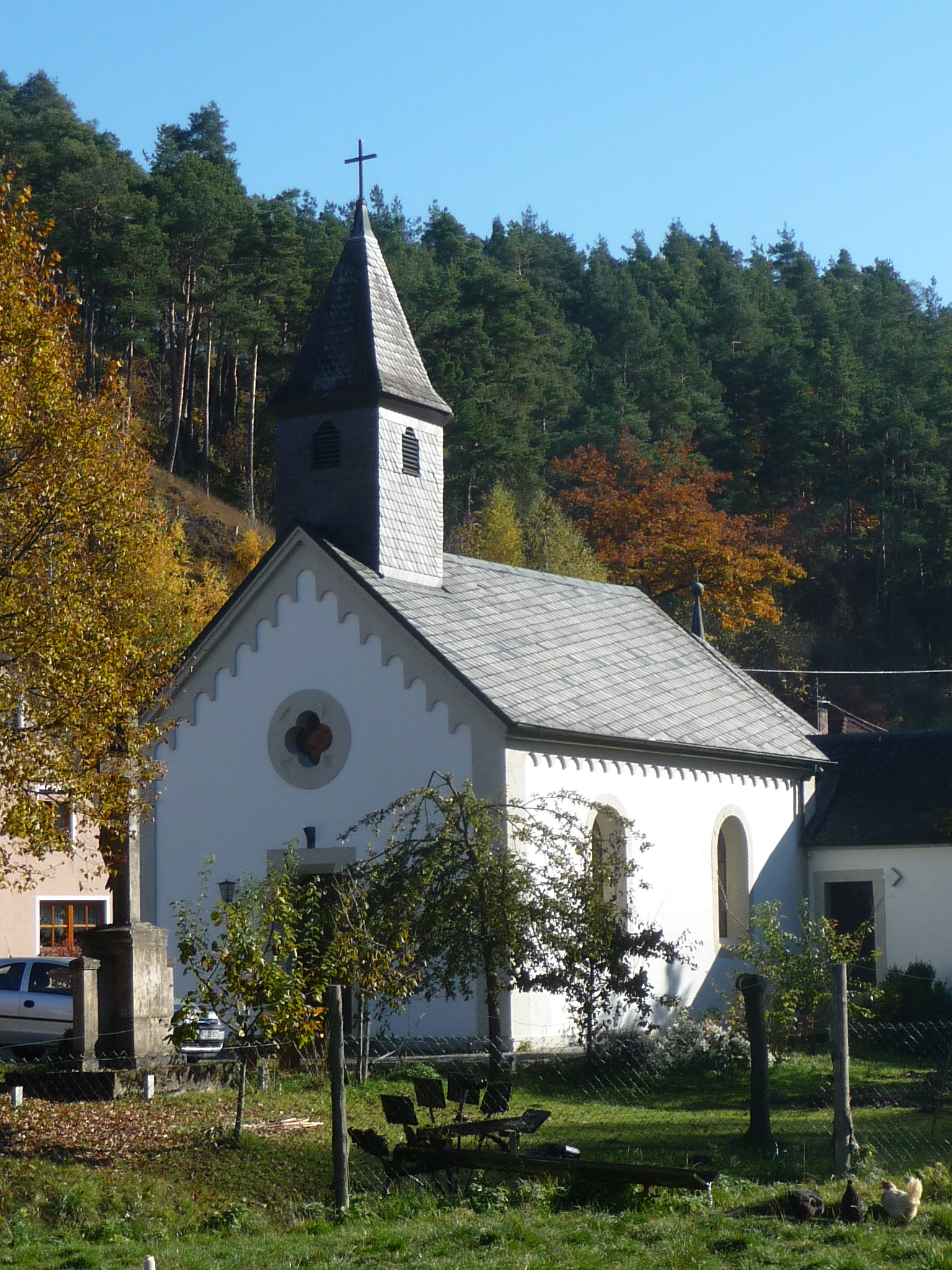
Die katholische Kapelle St. Sebastian
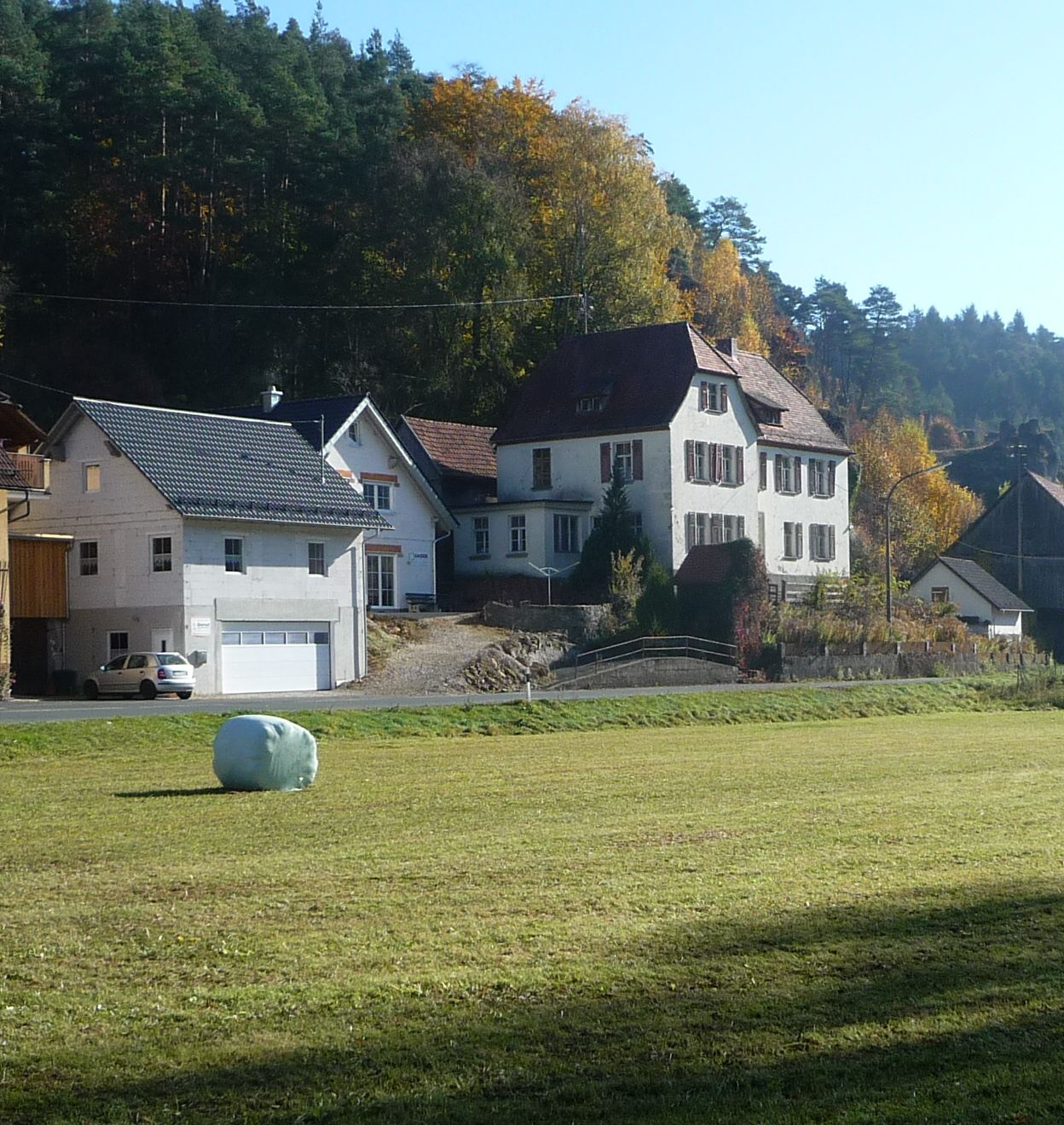
Die ehemalige Schule (rechtes Gebäude)
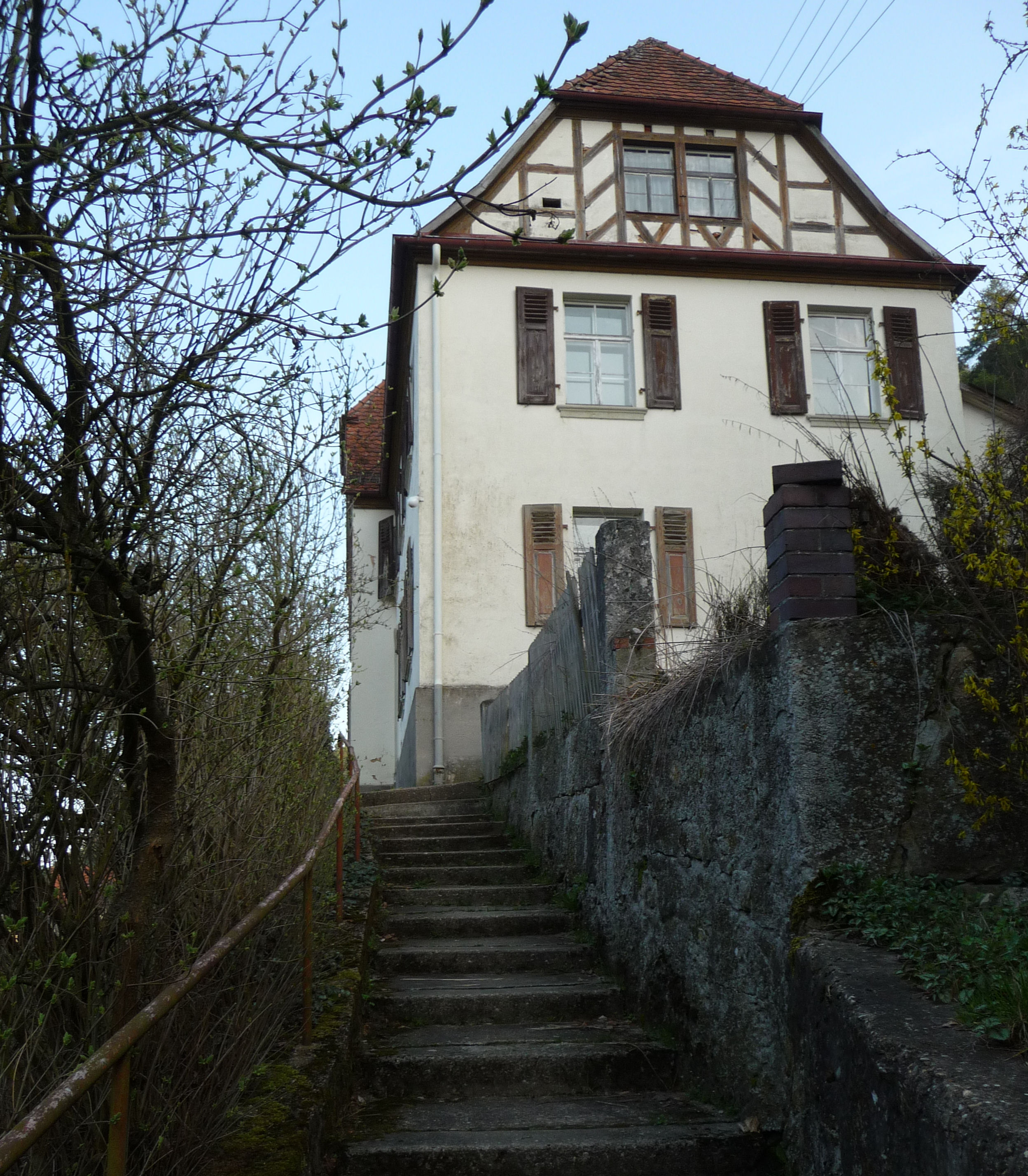
Südostansicht der ehemaligen Schule